# Thái Hòa, Tuyên Quang
Thái Hòa là một xã thuộc tỉnh Tuyên Quang, Việt Nam.

## Địa lý
Xã Thái Hòa nằm phía nam huyện Hàm Yên.
Xã Thái Hòa có diện tích 34 km², dân số năm 20181 là 9.733 người, mật độ dân số đạt 286 người/km².

## Hành chính
Xã Thái Hòa được chia thành 24 thôn.